# ترمپنوی
ترمپنوی (به لاتین: Trępnowy) یک روستا در لهستان است که در Gmina Nowy Staw واقع شده‌است.

## خصوصیات
ترمپنوی ۲۸۳ نفر جمعیت دارد.